# Kościół św. Floriana w Lublanie
Kościół św. Floriana (słoweń. cerkev sv. Florijana, Šentflorjanska cerkev) – kościół filialny, rzymskokatolicki znajdujący się w Lublanie.

## Historia
Kościół wybudowany został jako wotum za ocalenie po pożarze Lublany w 1660. Budowę rozpoczęto w 1672, w cztery lata później była już ukończona nawa, w 1680 dzwonnica, a w 1696 kościół wzmiankowany jest jako poświęcony. Do świątyni dobudowano kaplice: w 1698 kaplicę Matki Bożej Bolesnej, w 1737 kaplicę Rany Ramienia Chrystusa.
Kościół od 1693 jest miejscem pielgrzymkowym, ze względu na znajdujący się w nim obraz Matki Bożej Bolesnej, uważany za cudowny.
W 1862 przy ścianie dzwonnicy wybudowano fontannę.
Na początku XX wieku kościół został przekształcony przez architekta Jože Plečnika. Wówczas to wejście boczne przejęło funkcję wejścia głównego, a wejście główne zamieniono w niszę, w której umieszczono rzeźbę Francesca Robby z 1727, przedstawiającą św. Jana Nepomucena, która to rzeźba została tu przeniesiona z kaplicy przy moście Črnuška.

## Architektura i wyposażenie
Kościół wybudowany jest w stylu barokowym, jednonawowy, z prostokątnymi kaplicami tworzącymi z nawą i prezbiterium plan krzyża łacińskiego. Portal (obecnie obramienie niszy z rzeźbą) pochodzi z drugiej ćwierci XVIII wieku. W fasadzie umieszczone są rzeźby św. Karola Boromeusza i cesarza Karola VI Habsburga z 1727 (powstała z okazji wizyty władcy w Lublanie). Nad bocznym wejściem znajduje się malowidło z przedstawieniem obrazu Matki Bożej Bolesnej, wykonane przez Janeza Potočnika.
Ołtarze:
- ołtarz boczny, południowy Ecce homo (pierwotnie św. Volbenka) z końca XVII wieku, ufundowany przez mieszkańców Lublany, Andreja Revena i jego żony Anę. Ołtarz jest dziełem Mihaela Kuša. Rzeźba Ecce homo znajdująca się w ołtarzu, została przeniesiona w 1841 z Mostu Szewskiego[1],
- ołtarz boczny świętych Kosmy i Damiana z końca XVII stulecia, z obrazem przypisywanym Franzowi Antonowi Nierenbergerowi[1],
- ołtarz Matki Bożej Bolesnej (w kaplicy południowej) z 1704, z obrazem z 1639 pędzla Tomaža Kundiška[1],
- sztukatorski ołtarz Rany Ramienia Chrystusa (w kaplicy północnej) z lat 1737–1738, dzieło Niklasa Reißmayera; z obrazem Chrystusa z krzyżem i raną na ramieniu[1],
- ołtarz główny z lat 80. XVIII wieku, z obrazem namalowany przez Andreja Herrleina (1786)[1].

W kościele znajduje się też barokowa rzeźba przedstawiająca św. Antoniego Padewskiego, z pierwszej połowy XVIII wieku, przeniesiona w 1841 z Mostu Szewskiego.